# 5R busz (Mosonmagyaróvár)
A mosonmagyaróvári 5R jelzésű autóbusz az Autóbusz-végállomás és a Feketeerdei elágazás megállóhelyek között közlekedik. A vonalat a Volánbusz üzemelteti.

## Közlekedése
Munkanapokon és hétvégén is közlekedik. A vonalon csak regionális autóbuszjáratok közlekednek.

## Útvonala
| Feketeerdei elágazás felé                                                                                                  | Autóbusz-végállomás felé                                                                                 |
| --- | --- |
| Autóbusz-végállomás – TESCO Áruház parkoló – Királyhidai út – Szent Imre utca – Fő út – Pozsonyi út – Feketeerdei elágazás | Feketeerdei elágazás – Pozsonyi út – Fő út – Királyhidai út – TESCO Áruház parkoló – Autóbusz-végállomás |

## Megállóhelyei
| 0 | Autóbusz-végállomás    | 5 | 1, 1K, 2, 3, 3K, 5A, 5H, 5K, 6, 7, 7I, 7M     | Autóbusz-állomás, TESCO Hipermarket, Park Center, ÉNYKK Zrt. |
| ∫ | Evangélikus templom    | 3 | 1, 1B, 1K, 3, 3K, 4, 4A, 4H, 5, 5A, 5H, 5K, 6 | Karolina Kórház és Rendelőintézet, Evangélikus templom, Régi Vámház tér, Városkapu tér, ÁNTSZ, Bolyai János Informatikai és Közgazdasági Szakgimnázium, Mosonmagyaróvári Járásbíróság, Posta |
| 2 | Városháza              | 2 | 1, 1B, 2, 3, 4, 4A, 4H, 5, 5A, 5H, 5K, 6      | Városháza, Deák Ferenc tér, Posta, Óvári Szűz Mária Királynő és Szent Gotthárd templom, Óváros                                                                                               |
| 3 | Pozsonyi út, Béke utca | 1 | 1B, 4, 5, 5A, 5K                              | |
| 4 | Feketeerdei elágazás   | 0 | 1B, 4, 5, 5A, 5K                              | |